# Жечиця-Окронгла
Жечиця-Окронгла (пол. Rzeczyca Okrągła) — село в Польщі, у гміні Радомишль-над-Сяном Стальововольського повіту Підкарпатського воєводства.
Населення — 437 осіб (2011).
У 1975-1998 роках село належало до Тарнобжезького воєводства.

## Демографія
Демографічна структура станом на 31 березня 2011 року:
|          | Загалом | Допрацездатний вік | Працездатний вік | Постпрацездатний вік |
| -------- | ------- | ------------------ | ---------------- | -------------------- |
| Чоловіки | 231     | 51                 | 159              | 21                   |
| Жінки    | 206     | 41                 | 115              | 50                   |
| Разом    | 437     | 92                 | 274              | 71                   |